# Toni Tauler

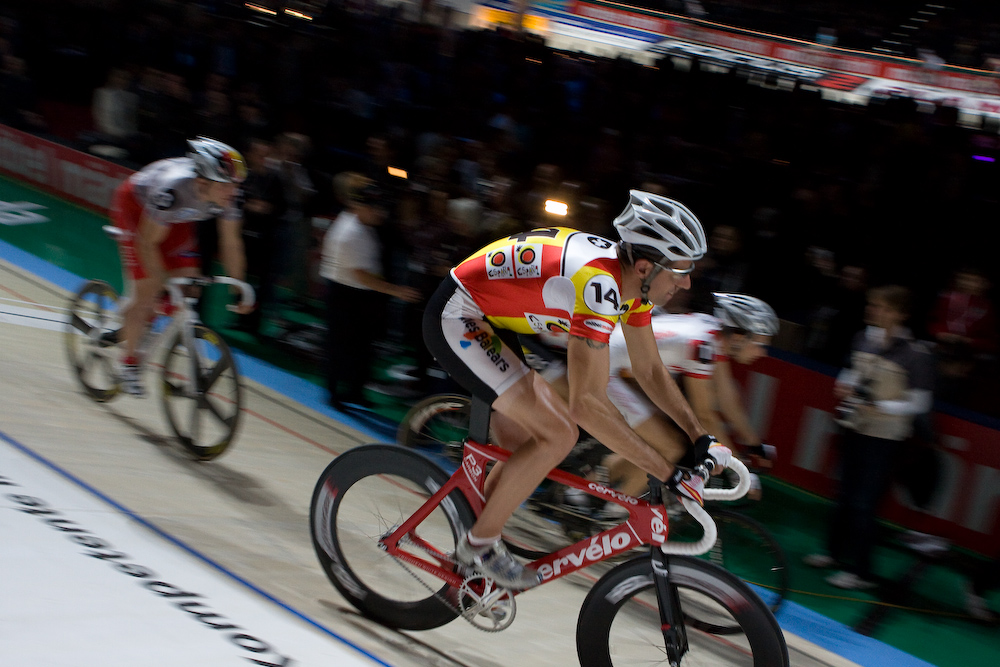
Toni Tauler beim Zürcher Sechstagerennen 2007/2008

Antonio Tauler Llull (* 11. April 1974 in Palma) ist ein ehemaliger spanischer Radrennfahrer.

## Sportlicher Werdegang
Toni Tauler begann seine Karriere 1998 bei Ros Mary-Amica Chips. 1999 wechselte er zu Kelme-Costa Blanca und gewann eine Etappe der Murcia-Rundfahrt. Er nahm daraufhin viermal in Folge an der Tour de France teil und wechselte nach fünf Jahren zu Illes Balears. 2006 fuhr Tauler für das spanische Professional Continental Team 3 Molinos Resort. Im selben Jahr wurde er spanischer Zeitfahrmeister, nachdem er schon 2002 und 2003 Vize-Meister in dieser Disziplin geworden war. Anschließend konzentrierte er sich auf Bahnradsport und errang dort Podiumsplätze bei spanischen Meisterschaften und Bahnrad-Weltcups.
Zweimal – 2000 und 2008 – startete Tauler bei Olympischen Spielen: 2000 in Sydney wurde er Zwölfter in der Mannschaftsverfolgung, gemeinsam mit Miguel Alzamora, Isaac Gálvez und José Francisco Jarque; in der Einerverfolgung belegte er Platz 16. Acht Jahre später, in Peking, bestritt er die Einerverfolgung und wurde Sechster. Im Zweier-Mannschaftsfahren errang er gemeinsam mit Joan Llaneras die Silbermedaille.
2010 wurde er bei einer Dopingkontrolle positiv auf EPO getestet und für zwei Jahre gesperrt.

## Erfolge
2006
- Spanischer Meister – Einzelzeitfahren

2008
- Olympische Spiele 2008 – Zweier-Mannschaftsfahren (mit Joan Llaneras)

## Teams
- 1998 Ros Mary-Amica Chips
- 1999–2003 Kelme-Costa Blanca
- 2004 Illes Balears-Banesto
- 2005 Illes Balears-Caisse d’Epargne
- 2006 3 Molinos Resort